# FM 3-24 Counterinsurgency
Das Field Manual 3-24 Counterinsurgency (englisch für Feldhandbuch 3-24 Aufstandsbekämpfung) ist ein Feldhandbuch der United States Army und des United States Marine Corps vom Dezember 2006, entwickelt von den Generälen David H. Petraeus und James F. Amos. Die darin beschriebene Strategie wurde in Afghanistan auch als Partnering bezeichnet.
Es beschreibt eine mögliche Strategie der Aufstandsbekämpfung (engl. counterinsurgency).

## Inhalt
Nach der Strategie sollen militärisches Vorgehen und Aufbauhilfe möglichst optimal aufeinander abgestimmt sein. Ziel ist, dass die Zivilbevölkerung möglichst zeitnah mit dem Auftauchen von Soldaten spürbare Verbesserungen ihrer Lebensqualität erfährt.
Zentraler Bestandteil der Strategie ist beständiges Lernen. Nur die Organisation, die in der Lage ist, schneller und besser zu lernen als die Aufständischen, wird am Ende den Sieg davontragen.
Der Einsatz gliedert sich in vier Phasen.

### Shape (Gestalten)
Dient der Vorbereitung des Einsatzes. Hier wird vor allem der Bedarf an Hilfsgütern ermittelt. Einflussreiche Einheimische wie Dorfälteste, Bürgermeister usw. werden befragt.

### Clear (Säubern)
Feindliche Kräfte werden aus dem Zielgebiet vertrieben. Zeitgleich werden die benötigten Mittel für schnell umsetzbare Hilfe eingesetzt. Um möglichst wenig Zeit mit Bürokratie zu verschwenden, werden diese Hilfen den Soldaten direkt zur Verfügung gestellt.

### Hold (Halten)
Das Gebiet wird gehalten und den einheimischen Sicherheitskräften soll nach und nach die Kontrolle übergeben werden, bis sie die volle Verantwortung tragen und die Sicherheit garantieren können.

### Build (Aufbauen)
In der letzten Phase wird in die langfristige Entwicklung des Gebiets investiert. Nach dem Plan soll die Situation stabil bleiben und größere Projekte angegangen werden können.

## Beispiele

### Irak
Die Strategie wurde bei der Besetzung des Irak 2003–2011 ab der Kommandoübernahme der Multi-National Force Iraq durch David H. Petraeus im Februar 2007 angewandt und war nach Einschätzung der US-Regierung überaus erfolgreich: Seit Sommer 2007 seien Gewalt und Terror im Irak signifikant zurückgegangen.

### Afghanistan
Ab 2010 wurde mit der Kommandoübernahme der ISAF durch David H. Petraeus die Strategie auch im Krieg in Afghanistan seit 2001 eingesetzt. Damit waren auch deutsche Soldaten mit der Umsetzung betraut. Konkret äußerte sich die Strategie in der Errichtung zweier „Ausbildungs- und Schutzbataillone“ in Masar-i-Scharif und in Kundus, die dabei helfen sollten, die Zahl der deutschen Armeeausbilder von 280 auf 1400 zu erhöhen. Ein deutsches 600 Mann starkes Bataillon unterstützte jeweils eine afghanische Brigade mit 3500 bis 4000 Mann. Damit sollte der Einsatz dauerhaft in die Fläche gezogen werden. Die Soldaten hatten sich teilweise wochenlang in Außenposten aufgehalten. Die Strategie wurde hier oft auch als „Partnering“ bezeichnet. Ab Herbst 2010 begannen deutsche Kräfte und ihre afghanischen Partner mit offensiven Operationen, die insbesondere im Unruhedistrikt Chahar Darreh zügig Erfolge zeigten. Die COIN-Doktrin entfaltete im deutschen Verantwortungsbereich schnell ihre Wirkung, jedoch ging diese Entwicklung auch mit einer höheren Anzahl an Verwundeten und Traumatisierten einher.
Im April 2011 bezeichnete Petraeus selbst die Strategie in Afghanistan als erfolgreich. Nach seinen Worten wurde die Vorwärtsbewegung der Taliban gestoppt und in einigen Gegenden sogar umgekehrt. Das Tempo der Operationen wurde auf durchschnittlich 18 pro Nacht erhöht. Probleme sah er bei der Wiedereingliederung der Aufständischen ins Zivilleben und bei der Aufstellung lokaler Polizeikräfte, die bei der Bekämpfung der Taliban helfen sollen. Dem gegenüber steht die Einschätzung der Vereinten Nationen, die eine deutliche Zunahme von Gewalt und zivilen Opfern von Januar bis Juni 2011 registrierten.
Eine spezifische Gefahr des Partnerings stellten sogenannte Innentäterzwischenfälle dar, bei denen sich die Angehörigen befreundeter Sicherheitskräfte gegen ihre Verbündeten wandten. Bis Ende Oktober 2014 gab es vier solche Attentate in Afghanistan, bei denen auch Deutsche zu Schaden kamen. Neben verbündeten afghanischen Sicherheitskräften (ANSF) wie der Afghanische Nationalpolizei, der Afghanische Nationalarmee und dem Geheimdienst zählten auch sog. Local Security Forces, Sprachmittler oder Reinigungs- und Küchenpersonal zum potentiellen Täterkreis. Eine besondere Gefahr ging hierbei von der Nähe der Täter zu den Angehörigen der internationalen Schutztruppe aus. Die Attentate waren von besonderer Brisanz, da sie stärker als andere Bedrohungen eine tiefe Verunsicherung hervorriefen und Misstrauen zwischen den Koalitionspartnern schürten, wodurch das Konzept des Partnerings direkt attackiert wurde. Entgegen der verbreiteten Auffassung, dass es sich bei den Tätern regelmäßig um eingeschleuste Terroristen handelte, spielten bei den Taten oft interkulturelle Missverständnisse, soziale Beleidigungen und persönliche Rache eine Rolle.